# Thoraliidae
De Thoraliidae zijn een familie van uitgestorven tweekleppigen.